# 애스턴 마틴
애스턴 마틴(영어: Aston Martin Lagonda Limited)은 1913년에 잉글랜드 워릭셔주, 게이던에 본부를 둔 영국의 대표적인 고급 스포츠카 제조업체이다. 회사 이름은 창립자들 중 하나인 리오넬 마틴과 버킹엄셔, 애스턴 클린턴 근처에 있는 애스턴 힐 스피드 힐클라임으로부터 유래했다. 그리고 영화 007에서 제임스 본드가 타는 제임스 본드카로도 유명하다. 세단 종류는 기본형보다 더 고급형으로 나와서 대표적으로 정치인(정치가), 기업인의 관용차로 사용되고 있다.

## 생산되는 모델

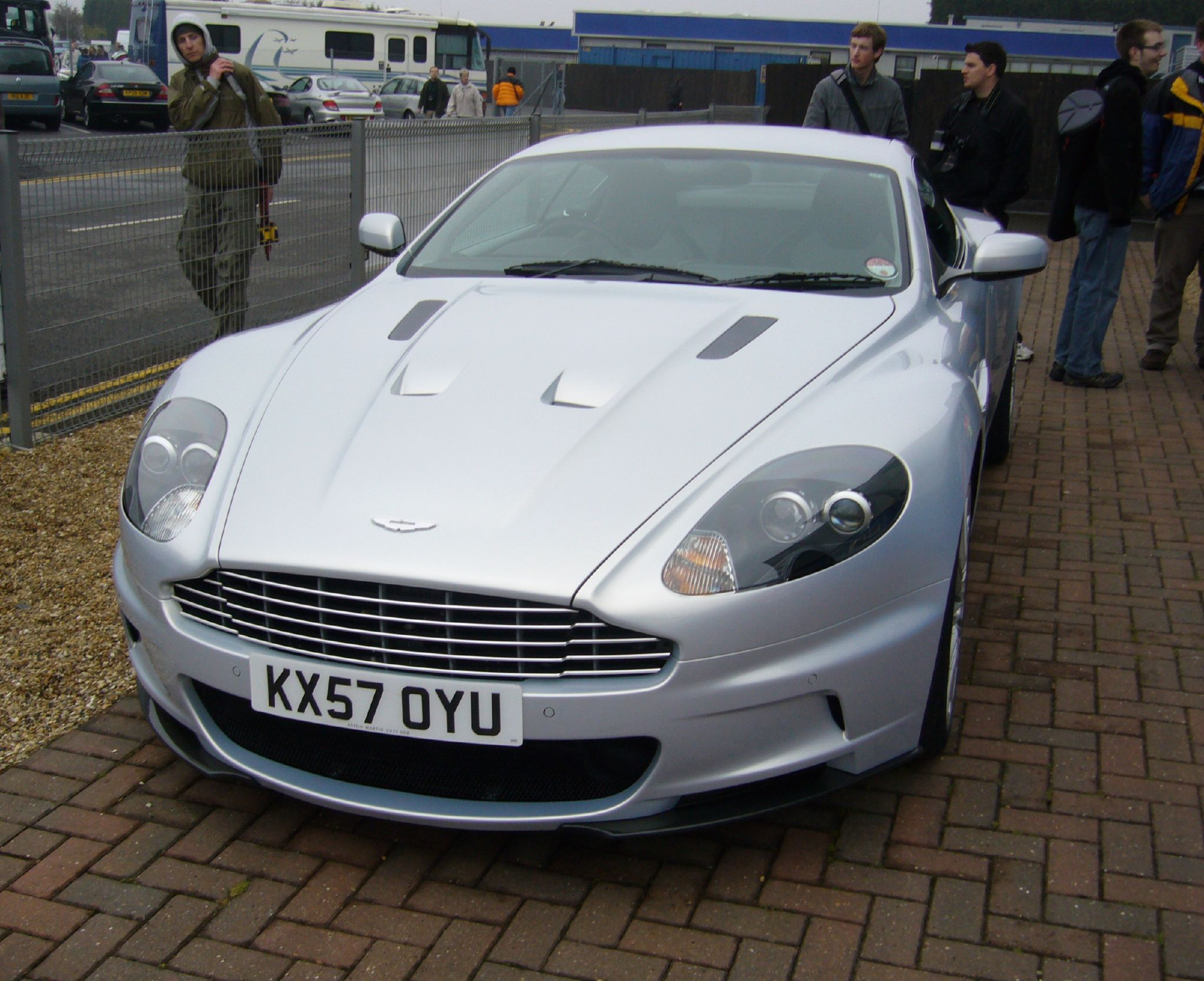
애스턴 마틴 DBS

- 애스턴 마틴 V8 밴티지
- 애스턴 마틴 V12 밴티지
- 애스턴 마틴 밴티지 S
- 애스턴 마틴 DB11
- 애스턴 마틴 라피드S
- 애스턴 마틴 뱅퀴시
- 애스턴 마틴 DBS 슈퍼레제라
- 애스턴 마틴 발할라
- 애스턴 마틴 발키리
- 애스턴 마틴 DBX

## 경주용 모델
- 애스턴 마틴 DBR9
- 애스턴 마틴 DBRS
- 애스턴 마틴 V12 자가토

## 단종된 모델
- 애스턴 마틴 DB2
- 애스턴 마틴 DB4
- 애스턴 마틴 DB5
- 애스턴 마틴 DB5 슈팅브레이크
- 애스턴 마틴 불독 (컨셉트 카)
- 애스턴 마틴 DB7
- 애스턴 마틴 시그넷
- 애스턴 마틴 비라지
- 애스턴 마틴 DB9
- 애스턴 마틴 벌칸
- 애스턴 마틴 자가토[1]

## 참고
- https://web.archive.org/web/20140606235550/http://www.astonmartin.com/heritage